# 500 Miglia di Indianapolis

Il circuito dove si svolge la gara

La 500 Miglia di Indianapolis (Indianapolis 500) è una gara automobilistica degli Stati Uniti d'America, nata nel 1911. Si svolge il fine settimana del Memorial Day sul circuito ovale del Motor Speedway di Indianapolis. La prima edizione è stata vinta da Ray Harroun a bordo di una Marmon Wasp, la più recente, svoltasi il 25 maggio 2025, dallo spagnolo Alex Palou.

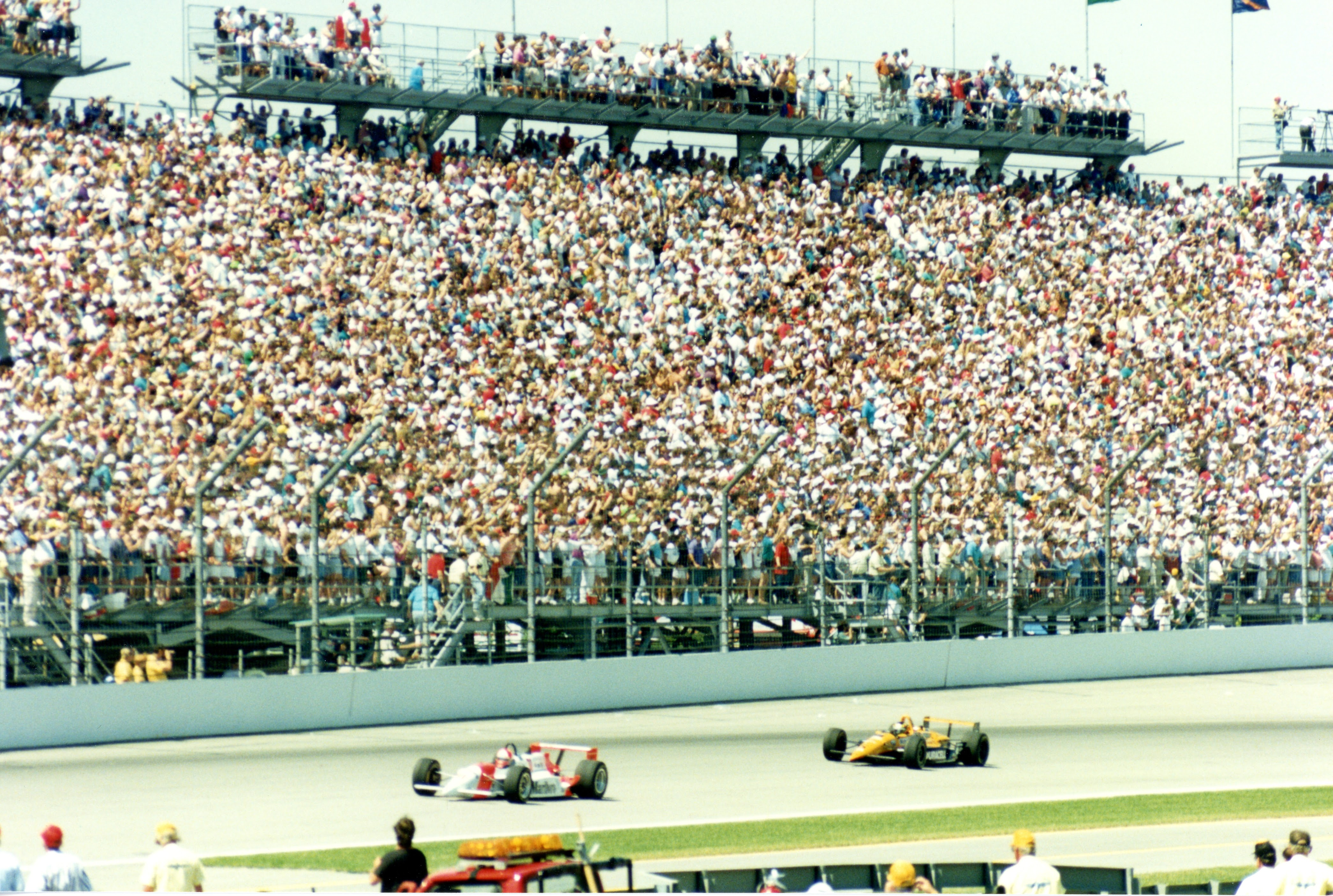
L'edizione del 1994

L'importanza di questa gara per l'automobilismo americano è tale che le vetture monoposto partecipanti alle serie americane (simili esteticamente alle monoposto di Formula 1, ma con molte differenze tecniche) sono spesso chiamate IndyCars, e il campionato in cui essa è inserita, il più importante del Nord America, porta il nome di IndyCar Series.
L'evento, definito come Il più grande spettacolo dell'automobilismo, fa parte della Tripla corona dell'automobilismo, assieme alla 24 Ore di Le Mans e al Gran Premio di Monaco, che si svolge solitamente lo stesso giorno.
La corsa fece parte di un campionato mondiale FIA in due diverse occasioni: tra il 1925 e il 1928 del Campionato mondiale costruttori, assegnato però l'ultima volta nel 1927; fra il 1950 e il 1960 la 500 Miglia è stata valida per il Campionato mondiale di Formula 1, nel tentativo di avvicinare le due principali serie automobilistiche; tuttavia, l'integrazione fra i due mondi è stata pressoché nulla e ne resta una traccia solamente negli albi d'oro.

## Storia

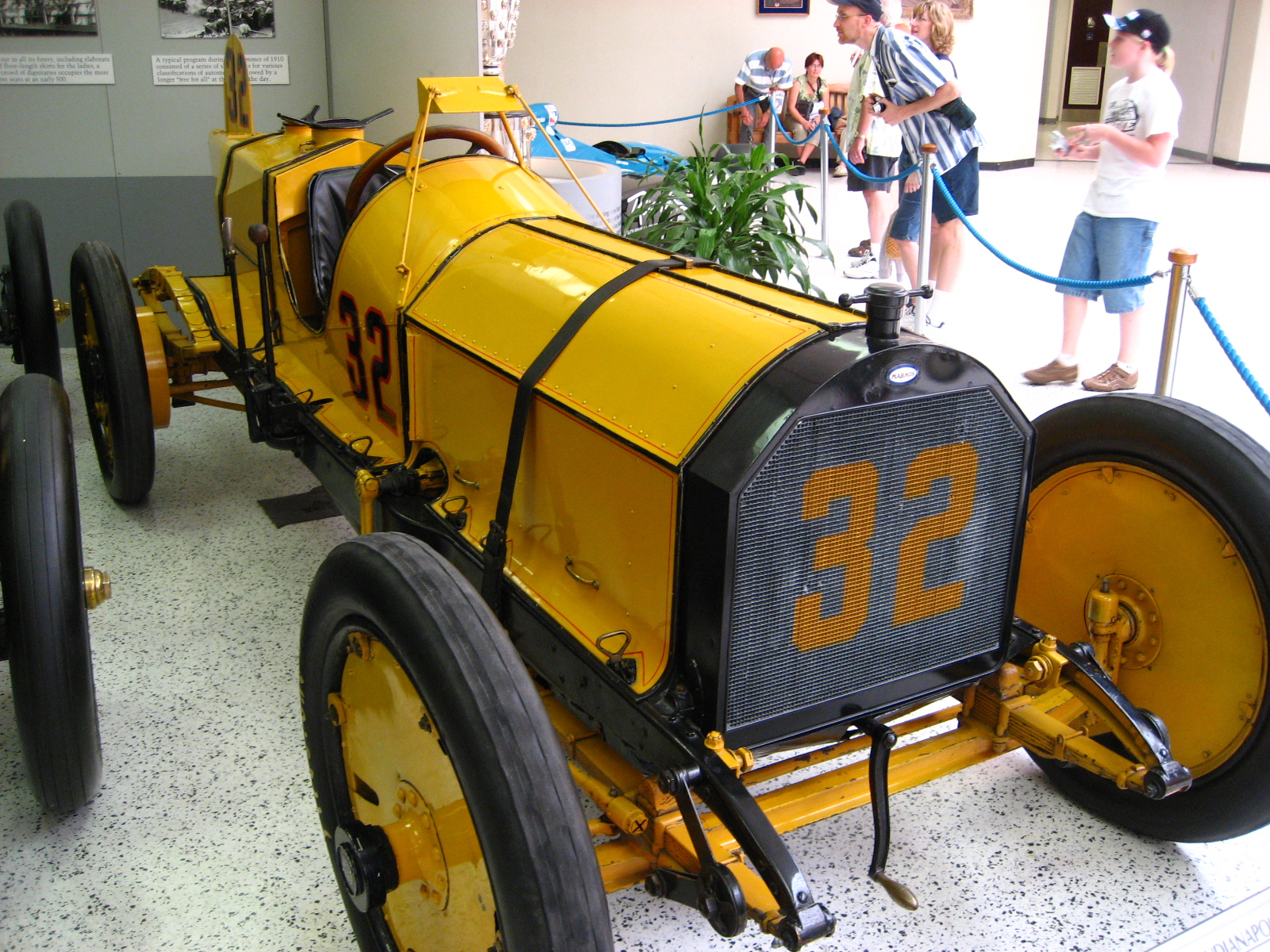
La Marmon Wasp di Harroun

### I primi anni
L'Indianapolis Motor Speedway era stato costruito nel 1909 con l'intento di ospitare eventi di vario genere e fino al 1910 vi si tennero competizioni di auto, moto e persino di mongolfiere. All'epoca della costruzione la pista era ricoperta da un fondo in ghiaia e catrame ma nel 1910 fu realizzato un nuovo manto stradale composto da tre milioni e duecentomila blocchetti di porfido per il quale vennero spesi 155.000 dollari. Per il 1911 gli organizzatori vollero un evento più importante che si disputasse sulle 24 ore o magari sulle 1000 miglia. Alla fine si decise di organizzare una 500 miglia (200 giri).

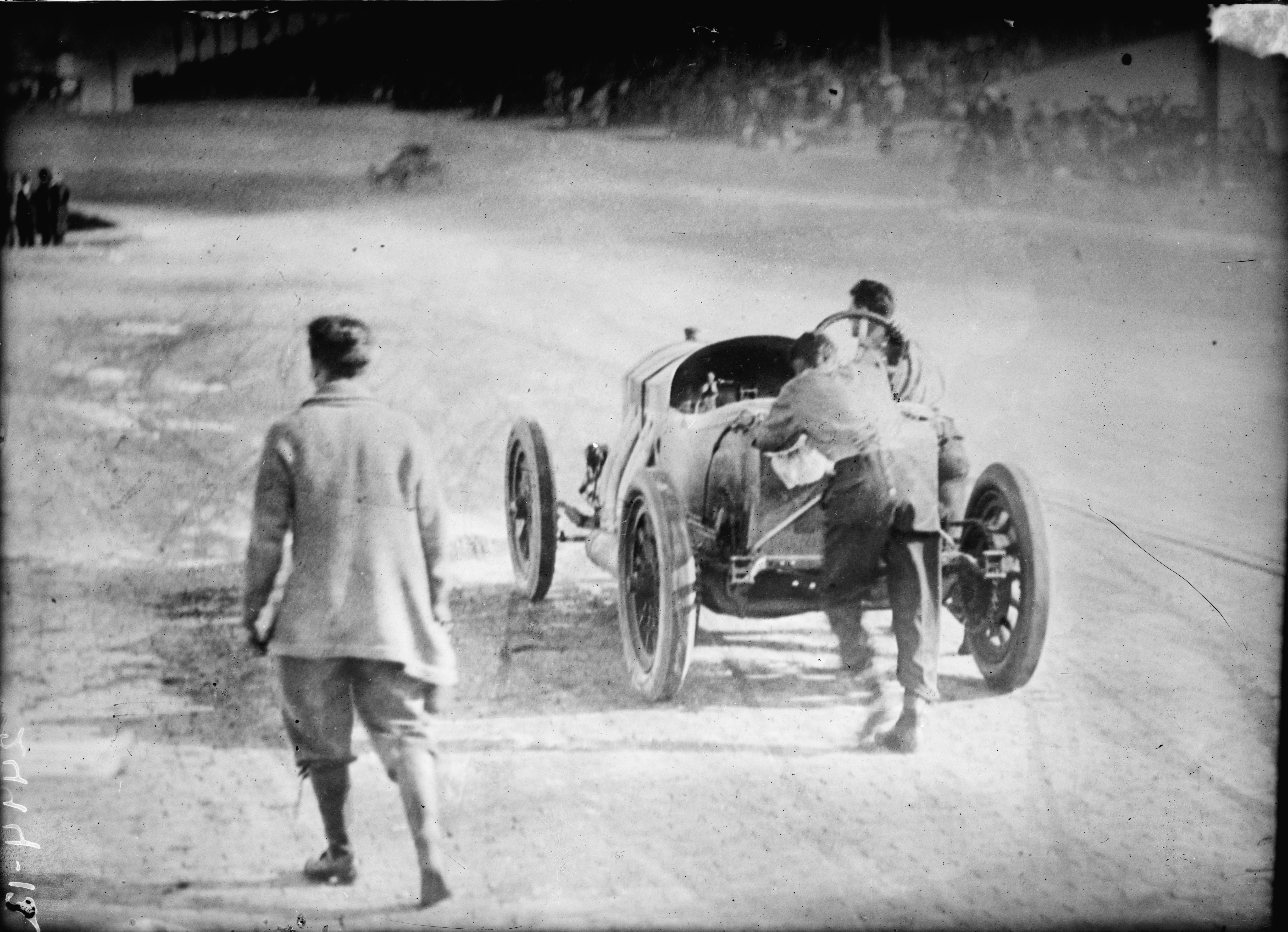
Ralph De Palma termina l'edizione del 1912 a spinta.

La prima edizione della 500 Miglia si svolse il 26 maggio 1911 e il monte premi di 27.550 dollari attirò 46 concorrenti che per qualificarsi dovevano percorrere un giro con una media superiore alle 75 miglia orarie (circa 120 km/h); in 40 superarono le qualifiche. Il regolamento prevedeva che la cilindrata non superasse i 600 pollici cubici (9.830 cm³) e che il peso non fosse inferiore a 2.300 libbre. Il vincitore della prima edizione, a una media di 120,060 km/h, fu Ray Harroun a bordo di una Marmon Wasp che montava il primo specchio retrovisore della storia: mentre le altre vetture ospitavano un meccanico per osservare il traffico alle spalle, Harroun decise di partire da solo risparmiando peso e montando lo specchio retrovisore.
Nel 1912 il monte premi toccò i 50.000 $ e furono introdotte due nuove regole: il numero dei partenti fu fissato a 33 (regola ancora oggi in vigore) e fu reso obbligatorio un meccanico a bordo. Quell'anno vinse Joe Dawson su National, dopo che Ralph De Palma era stato costretto al ritiro nel corso del 198º giro per il cedimento di una biella del motore della sua Mercedes. De Palma concluse la corsa a spinta piazzandosi undicesimo.
Le edizioni successive videro un crescente interesse da parte del pubblico che accorreva sempre più numeroso. Per questo, oltre a Mercedes, anche alcune altre marche europee, come Fiat e Peugeot, decisero di cimentarsi nella 500 Miglia. Peugeot, che aveva utilizzato un avanzato motore a distribuzione desmodromica bialbero a camme in testa con quattro valvole per cilindro e camere di combustione emisferiche, vinse tre volte (1913, 1916 e 1919), Mercedes (1915) e Delage (1914) una. Nel frattempo il regolamento ridusse la cilindrata massima ammessa a 450 pollici cubici (7.400 cm³).

### L'era Miller e Offenhauser

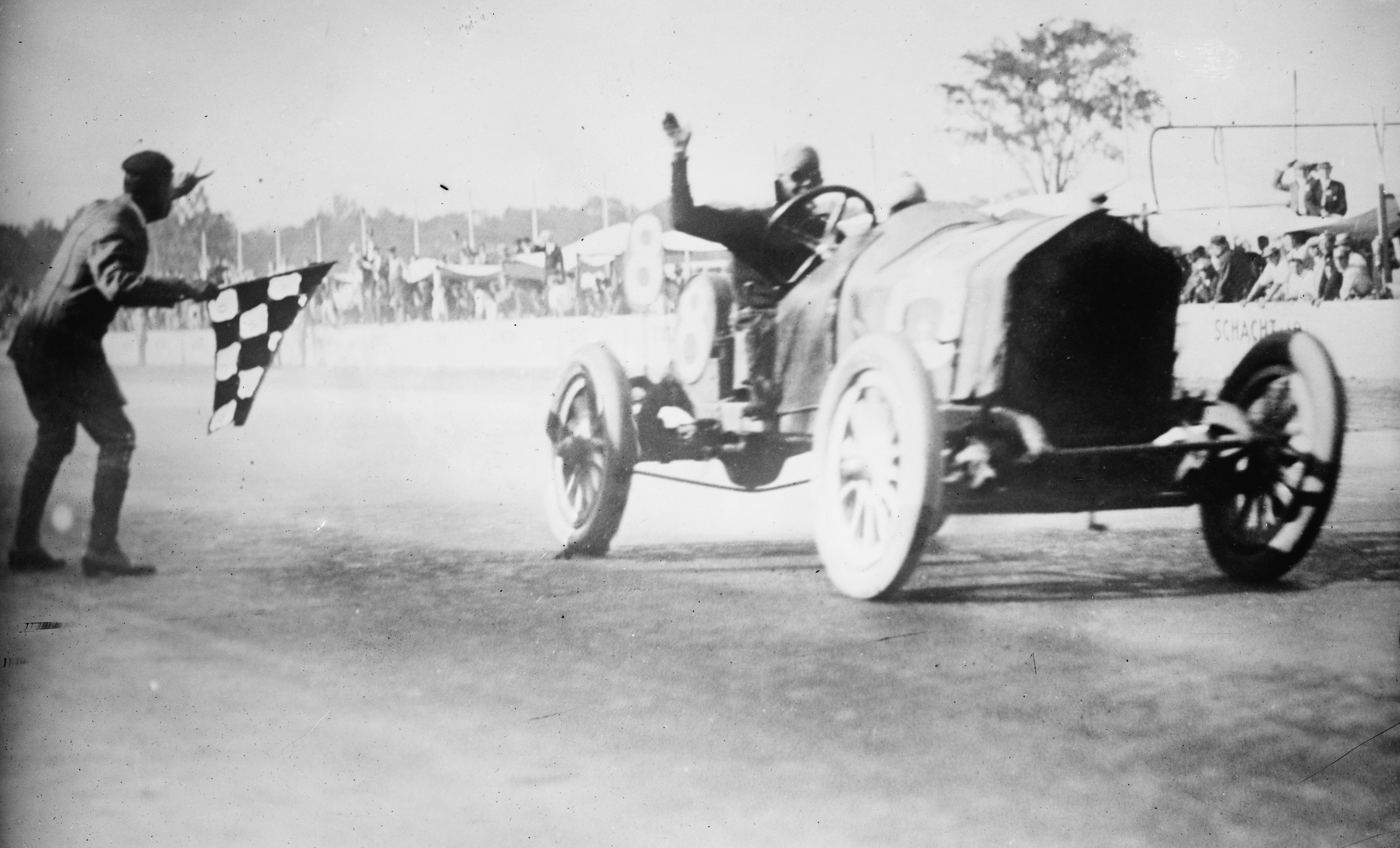
Joe Dawson su National vince la 500 Miglia nel 1912

Negli anni venti la competitività delle auto europee calò e furono le auto e i piloti di casa a prendere il sopravvento. Nel 1920 vinse Gaston Chevrolet su una Frontenac preparata dal fratello Louis. Negli anni successivi fu la Duesenberg a diventare protagonista della 500 Miglia e nel 1925, guidata da Peter De Paolo, vinse superando il limite delle 100 miglia orarie di media. Ma fu proprio in quegli anni che si fecero largo costruttori indipendenti, che vendevano motori a chiunque avesse un telaio su cui montarli. Il primo di essi fu Harry Miller, i cui motori conquistarono 12 edizioni tra il 1922 e il 1938. Nel frattempo il regolamento subì diversi cambiamenti passando dai tre litri di cilindrata del 1920, al litro e mezzo del 1929, e fu abolita la presenza obbligatoria del meccanico a bordo. Dopo la crisi economica del 1929 furono ammessi anche motori derivati dalla serie e per questo la cilindrata fu innalzata a sei litri e proibita la sovralimentazione. Anche la pista cominciava a subire alcuni cambiamenti. Il nuovo proprietario dell'autodromo, Tony Hulman, nel 1938 iniziò l'opera di asfaltatura del circuito che si concluse nel 1961, quando l'unico tratto di porfido rimasto era il rettilineo del traguardo.
Nel frattempo, Fred Offenhauser, titolare dell'officina dove Miller aveva costruito i propri motori, cominciò a lavorare su un propulsore di sua concezione che ricalcava il motore Peugeot che aveva dominato negli anni dieci. La prima vittoria arrivò nel 1935 ad opera di Kelly Petillo e dal 1947 al 1964 i motori Offenhauser vinsero tutte le edizioni con piloti come A.J. Foyt, Troy Ruttman, Bill Vukovich. In più vinsero altre 7 edizioni tra il 1968 e il 1977 sconfitti solo dai motori Ford.
Nel 1978 il 4 cilindri Offenhauser cedette il passo al Cosworth DFX che, nella versione sovralimentata, si aggiudicò dieci edizioni consecutive tra il 1978 e il 1987.

### Gli europei nella 500 Miglia e i rapporti con la Formula 1
Sin dalle prime edizioni, la 500 Miglia riscosse un certo successo tra i costruttori del vecchio continente che vi si cimentarono con successo negli anni dieci. Inoltre tra il 1912 e il 1916 la vittoria andò a piloti europei tra cui l'italiano Ralph De Palma. Quella del 1916, firmata Dario Resta, sarebbe stata l'ultima vittoria per un europeo a Indy fino al 1965. Negli anni venti le vetture europee non brillarono: Mercedes, Fiat e Bugatti ottennero qualche modesto piazzamento senza particolari acuti. 
Dopo quasi due decenni di assenza, fu nel 1939 che gli europei tornarono a brillare con la vittoria della Maserati 8CTF guidata da Wilbur Shaw, che si ripeté l'anno successivo sulla stessa vettura, divenendo il primo pilota a vincere due edizioni consecutive della corsa. Queste rimangono tuttora le uniche vittorie di una vettura completamente italiana alla 500 Miglia.

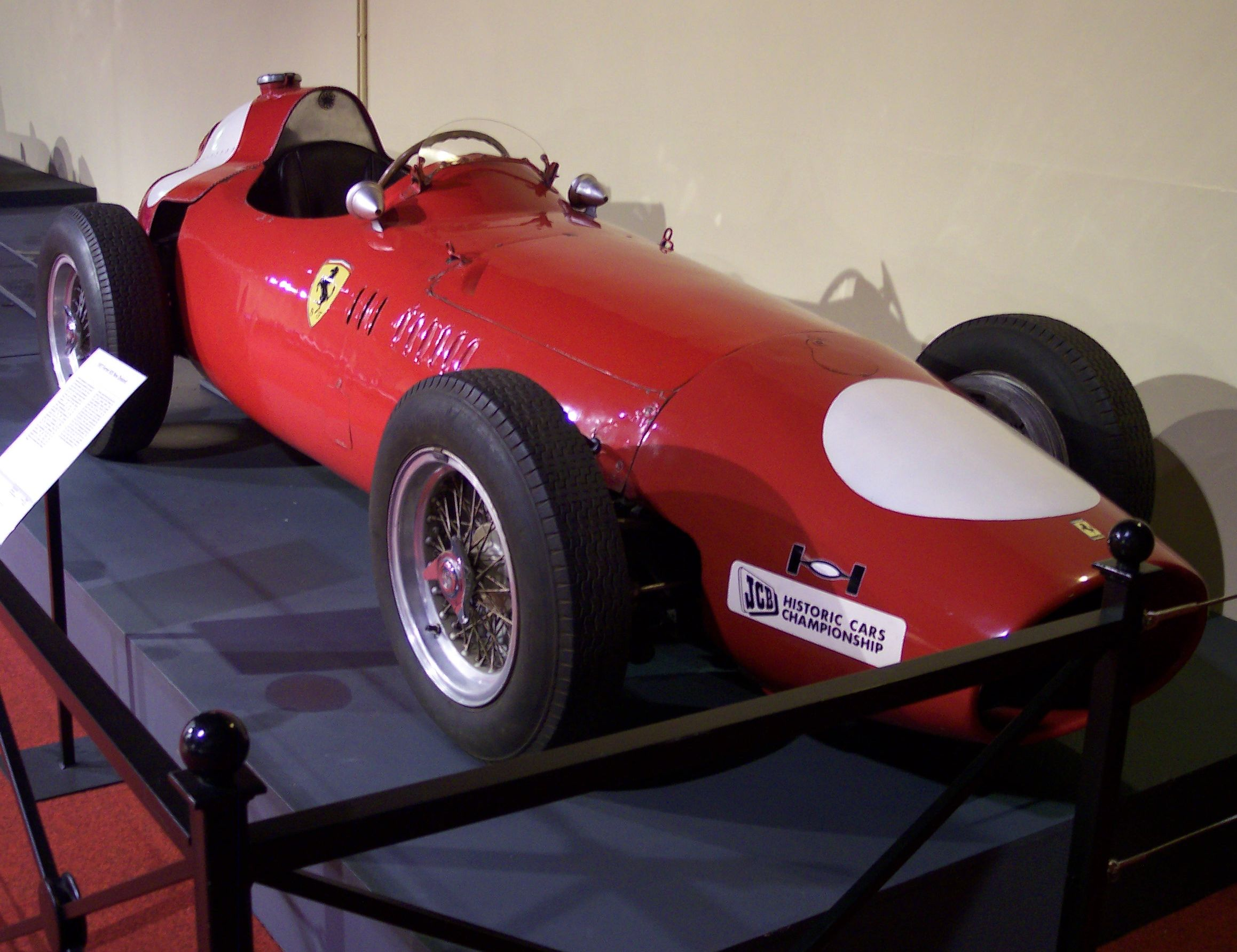
La 375 F1 di Alberto Ascari.

Dopo la seconda guerra mondiale alcune auto europee tornarono a Indianapolis, ma senza ottenere successi per più di un decennio. Tra il 1950 e il 1960 la 500 Miglia fu addirittura inclusa nel calendario del Campionato di Formula 1 per cercare di favorire l'integrazione dei due mondi ma l'iniziativa ebbe scarso successo. Gli europei infatti disertavano in massa la trasferta americana e solo la Ferrari vi si cimentò, partecipando all'edizione 1952 con Alberto Ascari e una 375 F1 modificata. Tuttavia, il pilota milanese fu costretto al ritiro per la rottura del mozzo di una ruota. Il campione del mondo Nino Farina tentò di prendere parte alle edizioni 1956 e 1957 rispettivamente con una Ferrari Bardahl Special e una Kurtis Kraft 500G, non riuscendo a qualificarsi nella prima occasione e ritirandosi prima della sessione di qualifiche nella seconda, a causa della morte del compagno Keith Andrews e della distruzione della Kurtis Kraft della sua scuderia. Anche Juan Manuel Fangio provò a partecipare alla corsa, iscrivendosi alla 500 Miglia del 1958 al volante di una Kurtis Kraft, non riuscendo però a qualificarsi. Nel 1961 Jack Brabham vi prese parte con una Cooper da Formula 1 leggermente modificata, arrivando nono al traguardo.
Solo negli anni '60, dopo l'esclusione dell'evento dal calendario del campionato mondiale, le case europee tornarono numerose alla Indy 500. La svolta arrivò nel 1963 con l'arrivo della Lotus. Colin Chapman portò infatti novità come il telaio monoscocca e il motore posteriore, in un mondo nel quale non si sapeva ancora nulla dei problemi legati all'aerodinamica che le monoposto a motore posteriore avevano cominciato ad affrontare. All'esordio la Lotus si piazzò seconda con Jim Clark, che l'anno successivo ottenne la pole position e rimase in testa molti giri prima di ritirarsi per un problema alle sospensioni alla 47° tornata, e infine vinse nel 1965, segnando anche la fine del dominio dei motori Offenhauser e della prima vittoria della Ford. Nel 1966 fu la volta di Graham Hill che vinse a bordo di una Lola-Ford; in quella stessa edizione Jackie Stewart fu nominato Rookie of the Year. Nel 1967 fecero la loro apparizioni anche le vetture a turbina e nel 1968 furono schierate 4 Lotus 56 a turbina che lottarono a lungo per la vittoria ma che furono costrette al ritiro per noie all'alimentazione.
Negli anni settanta si ebbe un netto dominio da parte della scuola inglese che partecipava alla 500 Miglia con McLaren, Lola e March, che vinse tutte le edizioni dal 1983 al 1987. 
Nonostante le cinque affermazioni consecutive fra le edizioni 1972 e 1976, i motori Offenhauser persero di competitività e non si affermarono più, fino alla scomparsa definitiva nel 1983. La maggior parte dei piloti in griglia continuò ad essere statunitense, ma a partire dal 1978 la produzione dei motori e dei telai era prevalentemente europea, con i motori Ford e Chevrolet costruiti rispettivamente da Cosworth e Ilmor.
Sul finire degli anni ottanta tentò l'avventura ad Indianapolis anche la Porsche, che nel 1989 e 1990 fornì i motori alla March, seguita dall'Alfa Romeo nel 1990 e 1991. Entrambe le avventure ebbero scarso successo, al contrario della Mercedes che nel 1994 vinse con Al Unser Jr. e il Team Penske.
Oggi sono molti i piloti europei che corrono la 500 Miglia con successo. Negli anni novanta, l'olandese Arie Luyendyk si è aggiudicato due edizioni della corsa (1990, 1997) e nel 1996 ha fatto segnare la velocità media sul giro più veloce della storia di Indianapolis: 382,15 km/h. Dal 2000 in poi sono arrivate le vittorie dello scozzese Dario Franchitti (2007, 2010 e 2012), dell'inglese Dan Wheldon (2005 e 2011), del francese Simon Pagenaud (2019) e dello svedese Marcus Ericsson (2022).
Al 2025, Fernando Alonso è l'ultimo pilota di Formula 1 in attività ad aver partecipato alla corsa, nelle edizioni 2017 e 2020, avendo tentato inoltre di qualificarsi per l'edizione 2019, senza successo. L'ultimo pilota di Formula 1 ad aver partecipato alla 500 Miglia di Indianapolis mentre correva il campionato mondiale era stato Teo Fabi nel 1984.
L'azienda italiana Dallara, con sede a Varano de' Melegari (Parma), è sempre stata un costruttore approvato di queste vetture sin dal 1997 e a partire dal 2007 le fornisce in via esclusiva.
Dal 1997 la Dallara ha vinto ventisei campionati Indy, ventiquattro 500 Miglia di Indianapolis e ha collezionato centinaia di vittorie in Indycar.

### L'era globale

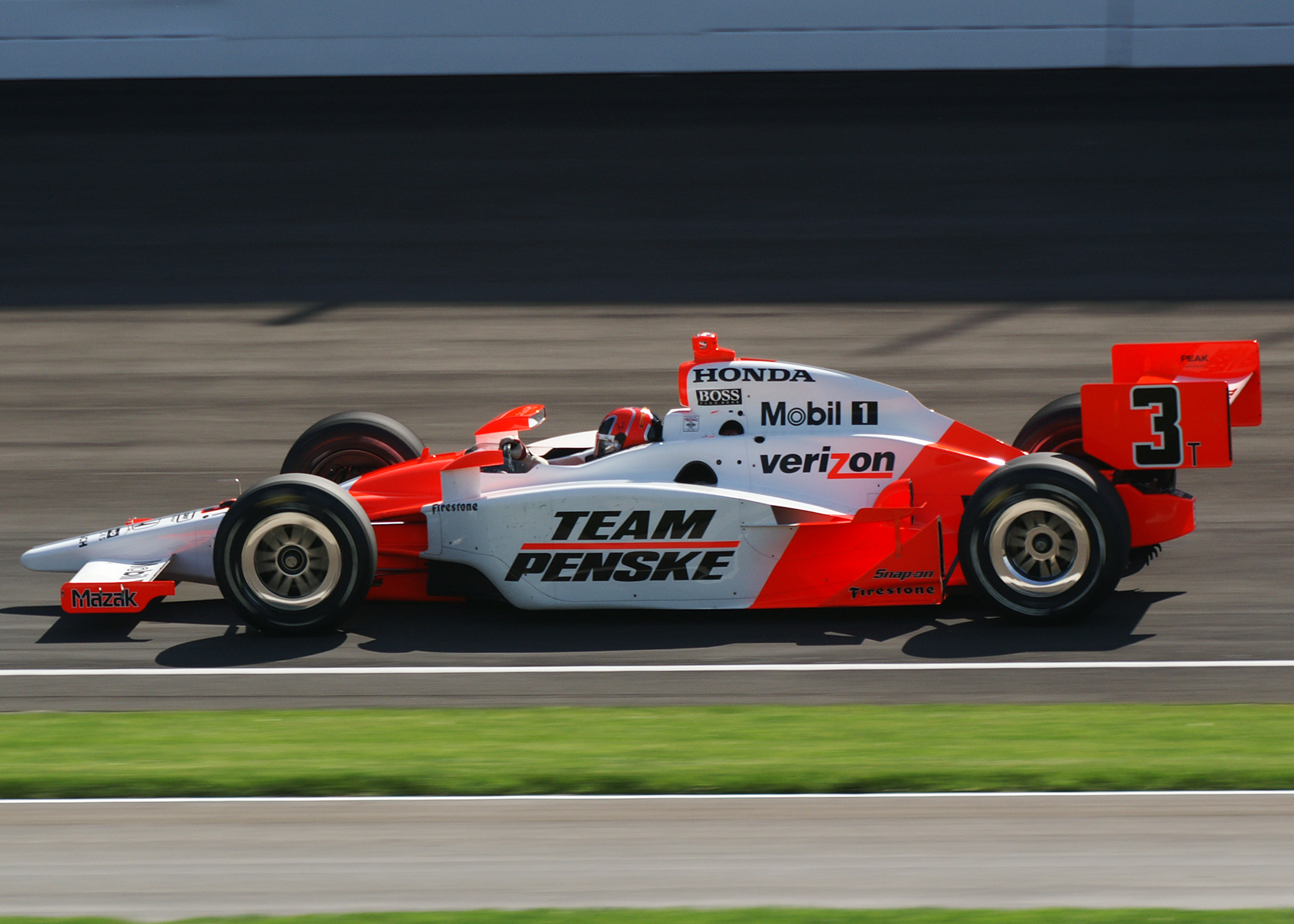
Hélio Castroneves, quattro volte vincitore della 500 miglia.

Gli anni settanta rappresentarono la svolta per la 500 Miglia. Infatti sempre più piloti cominciarono ad approdare dall'estero per cimentarsi nel catino di Indianapolis che ogni anno registrava il tutto esaurito. Fra questi si annoverano i campioni di Formula 1 Emerson Fittipaldi, che vinse due edizioni a cavallo tra gli anni ottanta e novanta, e Nigel Mansell, che, pur giungendo solo 3° alla 500 Miglia, si impose all'esordio nel campionato CART 1993. Tuttavia è stato alla fine degli anni novanta che gli americani hanno perso definitivamente l'egemonia; infatti tra il 1995 e il 2011 solo quattro statunitensi sono riusciti a vincere ad Indianapolis. Inoltre ogni anno si registrano sempre più presenze straniere come il giapponese Takuma Satō, la svizzera Simona de Silvestro, il sudafricano Tomas Scheckter, il belga Bertrand Baguette o il francese Simon Pagenaud.

### Gli anni del centenario (2009 - 2011)
Nel 2009 gli organizzatori hanno dato il via all'era del centenario della durata di 3 anni. Nel 2009 si è infatti celebrato l'anniversario della fondazione dell'Indianapolis Motor Speeday e nel 2011 quello della prima 500 Miglia. Tuttavia l'edizione del 2011 non è stata la numero cento ma la numero 95. Infatti durante i due conflitti mondiali la gara fu sospesa. Proprio per evitare confusione tra il numero di edizioni e gli anni trascorsi dalla prima gara, in questo periodo la numerazione cardinale dell'edizione è stata omessa.

### Le donne nella 500 Miglia

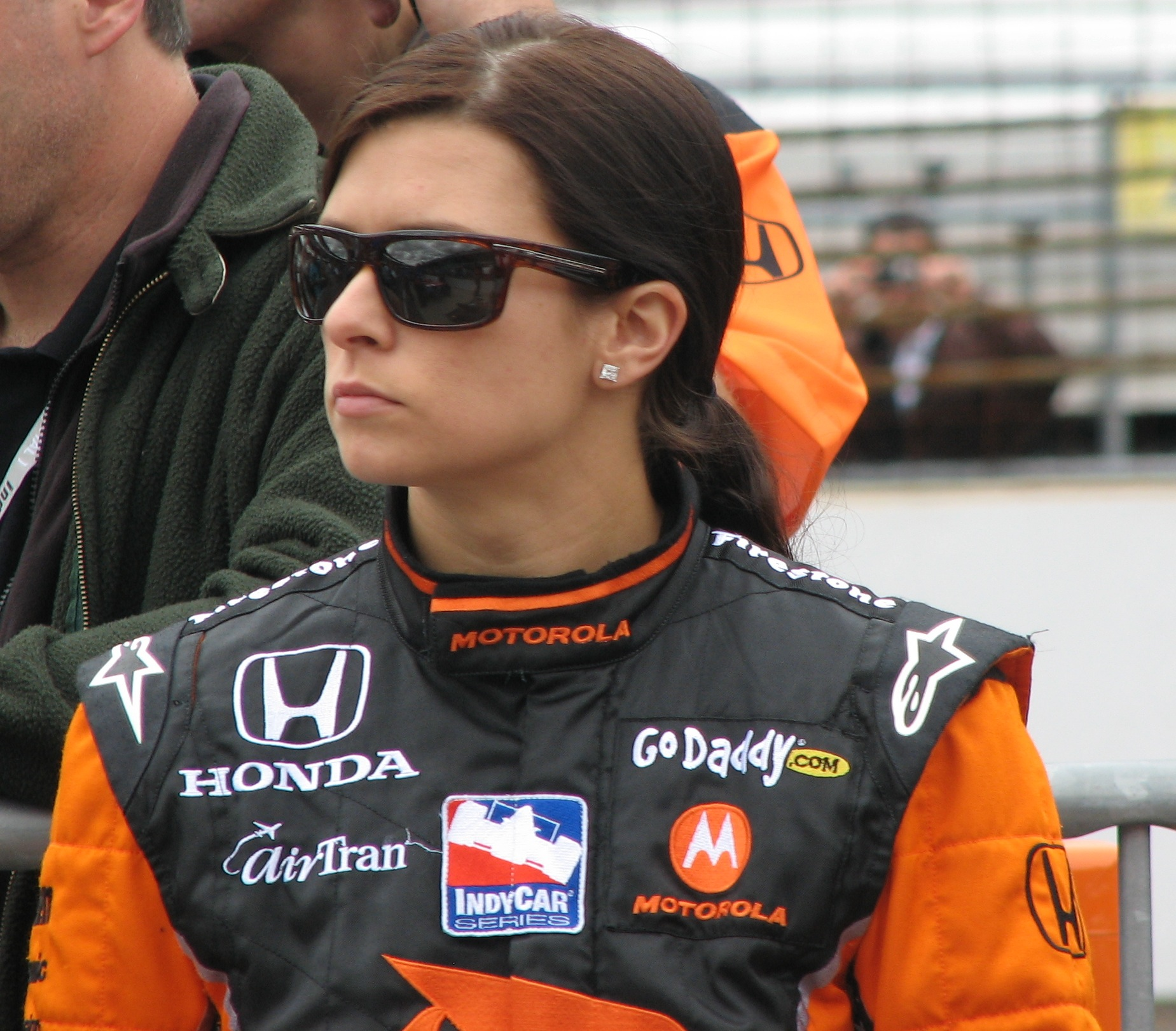
Danica Patrick il giorno delle qualifiche nel 2009.

La partecipazione femminile alla 500 Miglia fu scoraggiata se non bandita per diversi anni. Le donne non erano nemmeno ammesse nella pit-lane almeno fino al 1971. La prima donna a qualificarsi per la 500 Miglia fu Janet Guthrie nel 1977 quando si piazzò 26ª in qualifica. Guthrie partecipò anche alle due edizioni successive ottenendo come miglior risultato un nono posto. In tutto, oltre a Janet Guthrie, sono sette le donne che hanno preso parte alla gara: Lyn St. James, Sarah Fisher, Danica Patrick, Milka Duno, Ana Beatriz, Simona de Silvestro e Pippa Mann. Un'ottava, Desire Wilson, provò a qualificarsi nel 1982 ma senza successo. St. James ha corso sette volte a Indianapolis a partire dal 1992 (miglior piazzamento 11ª). Sarah Fisher ha partecipato 8 volte alla 500 Miglia a partire dal 2000 ottenendo così il record per il maggior numero di partenze per una donna (miglior piazzamento 18ª). Danica Patrick ha preso parte a cinque edizioni della Indy 500, la prima volta nel 2005 quando comandò la gara per 19 giri; quella fu la prima volta che una donna si ritrovò in testa alla gara e nel 2009, arrivando 3ª, ha fatto segnare il miglior risultato di una donna a Indianapolis.
Nel 2000 Sarah Fisher e Lyn St. James erano entrambe al via della 500 Miglia, la prima volta che due donne partecipavano contemporaneamente alla gara. Il record di presenze femminili lo si è avuto nel 2010 (Beatriz, de Silvestro, Patrick, e Fisher) e 2011 (Beatriz, de Silvestro, Patrick e Mann).

## Organizzazione
Il meccanismo organizzativo è unico, nell'ambito della stagione annuale IndyCar Series.
Chiunque sia in grado di mettere in pista una vettura con le specifiche richieste dal regolamento:
- telaio: Dallara DW12
- motori: Chevrolet e Honda
- pneumatico: Firestone

può partecipare alle qualifiche.
All'inizio dell'anno cominciano a pervenire alla direzione dell'Indianapolis Motor Speedway le iscrizioni (o entries). Le iscrizioni devono essere inviate per posta entro una data stabilita a priori (la Deadline) dalla direzione di gara; le iscrizioni possono essere anche inviate per e-mail a distanza di due settimane dalla data stabilita.
I team possono iscrivere due macchine associate ad un numero di gara: una macchina "ufficiale", e una seconda macchina (il "muletto"), in cui il numero viene fatto seguire da una lettera "T". Per esempio: il team che possiede la macchina nº 7, numererà le sue due macchine #7 e #7T. Entrambe le macchine potranno provare nel corso del mese di maggio, anche contemporaneamente. La T-car che si qualifica diventa la macchina ufficiale (se il pilota qualifica la macchina #7T questa diventa #7); oltre a ciò può essere usata da altri piloti dello stesso team, oppure venduta ad altri team che non possono più qualificare la loro macchina primaria e non hanno un "muletto": in questo caso la macchina verrà "ribattezzata" con un nuovo numero.
Tutte le macchine devono passare delle rigorose ispezioni tecniche prima di ricevere l'adesivo che testimonia la possibilità di accedere alle prove; ciò serve per verificare le condizioni di sicurezza della monoposto. Una seconda ispezione viene fatta prima e dopo i tentativi di qualifica, e lo scopo della stessa è determinare la conformità della vettura rispetto ai regolamenti tecnici.

### Prove libere
Per tutto il mese di maggio si svolgono le prove libere.
Per essere ammessi alle prove libere, gli esordienti (detti anche rookies) devono passare una fase di verifica delle loro qualità di guida alle alte velocità. Questa fase si chiama Rookie orientation training e si svolge i due primi giorni delle prove nel mese di maggio, che vengono riservati ai soli esordienti.
I piloti che vi partecipano devono superare quattro fasi da 10 giri:
- Fase 1: 10 giri a più di 200 mph (>320 km/h);
- Fase 2: 10 giri tra le 205 e le 210 mph (330-340 km/h);
- Fase 3: 10 giri tra le 210 e le 215 mph (340-346 km/h);
- Fase 4: 10 giri a più di 215 mph (>346 km/h).

Per essere ammessi alle prove libere basta superare le prime tre fasi, a patto di riuscire a superare la quarta nel primo giorno di prove collettive, anche se vengono superate tutte e 4 in un solo tentativo.

## Prove di qualificazione
Le prove di qualificazioni alla 500 miglia si concentrano nei due fine settimana centrali del mese di maggio e si articolano in quattro giorni con pista aperta ai tentativi di qualifica da mezzogiorno alle diciotto.
A partecipare alla gara del Memorial Day sono le trentatré combinazioni pilota-auto che realizzano i migliori trentatré tempi e la loro posizione, oltre che per la velocità, è stabilita in base al giorno in cui questi hanno ottenuto un tempo qualificante.

### Regolamentazione della qualifica
Non è il solo pilota o la sola macchina che conquistano il diritto di partecipare alla corsa e un posto in griglia, ma la combinazione di entrambi.
Se per cause di forza maggiore il pilota o la macchina devono venire sostituiti, l'equipaggio che si forma non mantiene la propria posizione, ma parte dalla trentatreesima e ultima posizione.
L'unicità della fase di qualificazione di questa gara risiede nel numero dei giri necessari per calcolare la posizione di partenza: non un singolo giro cronometrato, ma quattro consecutivi, con rilevazione del tempo/cronometraggio negli altri 2 giri.
Il giorno prima del Pole Day (primo giorno di qualifiche in cui viene determinata la pole position), viene effettuata una estrazione per stabilire l'ordine di uscita delle macchine, non vincolante in quanto un pilota può decidere di saltare il suo turno al primo giro e ripresentarsi in quello successivo.
Ogni entry, con la nuova regolamentazione, ha a disposizione tre tentativi di qualifica per ognuno dei quattro giorni di qualifica.
Fino a poco tempo fa ogni macchina aveva a disposizione tre tentativi totali per i giorni di qualificazione, e se, ottenuto un tempo, si veniva estromessi dalla griglia oppure non si era soddisfatti della propria posizione, bisognava usare una nuova macchina diversa da quella con cui si era ottenuto il tempo.
Il tentativo di qualifica comincia di solito al termine di due giri di lancio e solo quando al termine del secondo viene esposta una bandiera verde, si comincia a rilevare il tempo.
L'ufficialità della scelta comporta la perdita di uno dei tre tentativi a disposizione.
Quando un pilota finisce un tentativo di qualifica viene inserito in griglia; si ha inoltre la possibilità di cancellare il proprio tempo e di effettuare un nuovo tentativo.
Ogni giornata di prove assegna le disposizioni di partenza:
- Pole day: vengono assegnati i primi undici posti, tra essi la prima
- Second day qualifying: dalla dodicesima alla ventiduesima, cioè la seconda sezione
- Third day qualifying: dalla ventitreesima alla trentatreesima posizione, dunque l'ultima sezione di griglia

Un'incongruenza che si nota da sempre nello schieramento della 500 miglia consta nel fatto che vi possano essere prestazioni migliori della pole position nelle posizioni di rincalzo.

### Bump Day

#### Regolamento precedente
Con il precedente regolamento, durante l'ultimo giorno di prove di qualificazione, nonostante i trentatré posti dello schieramento fossero già assegnati, chiunque avesse ancora a disposizione dei tentativi di qualifica poteva scendere in pista per tentare di battere quello che in quel momento era il più lento nello schieramento, definito on the bubble.
Si assistevano a scene incredibili, nella corsia dei box in quel pomeriggio, dove piloti saltavano da una macchina all'altra, team manager compravano e vendevano vetture e tutti stavano in attesa del fatidico colpo di pistola che alle diciotto chiudeva le ostilità in pista.

#### Regolamento attuale
Il nuovo regolamento delle qualifiche, introdotto nel 2005, prevede che il meccanismo del Bump Day venga esteso anche agli altri tre giorni di qualifica.
Ad esempio, durante il Pole Day quando sono occupate le prime undici posizioni, se c'è un tentativo più veloce dell'undicesimo, quest'ultimo viene estromesso dallo schieramento ed è costretto a ridiscendere in pista con solo altri due tentativi di qualificazione.

## La corsa

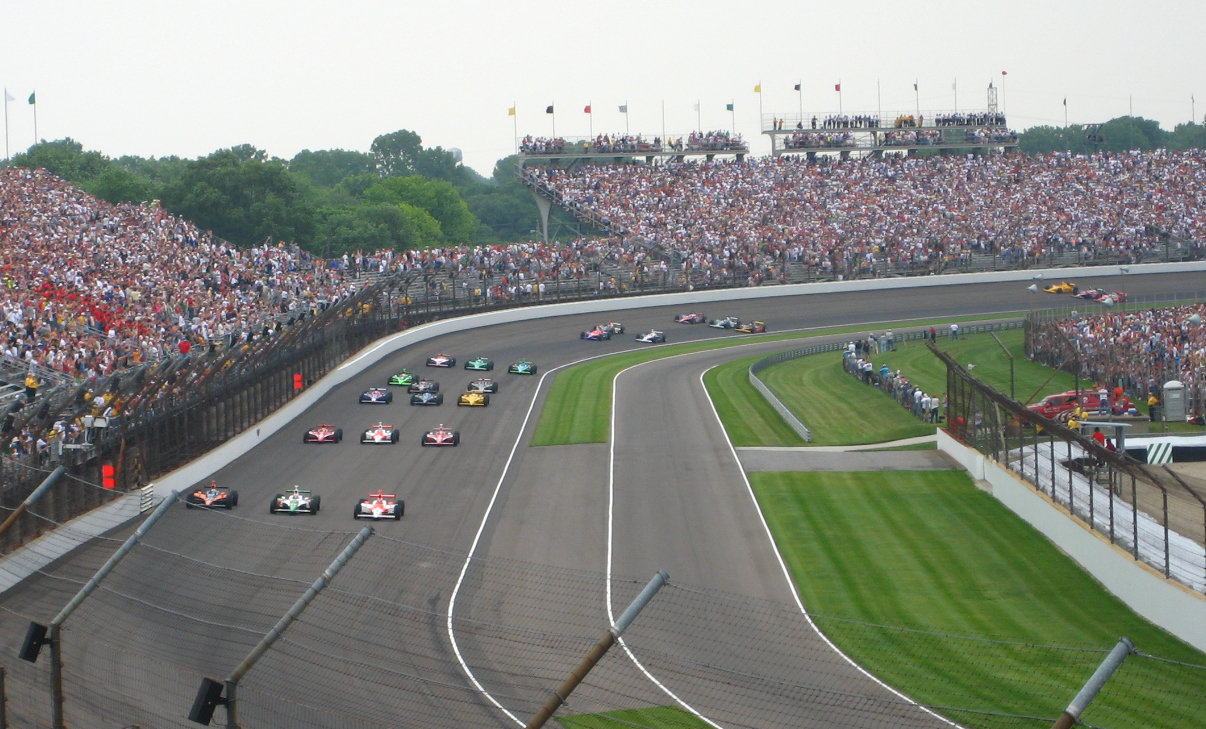
La partenza dell'edizione 2007

Le macchine cominciano la corsa con una partenza lanciata, che avviene tradizionalmente (unico caso al mondo tra le corse automobilistiche) su undici file di tre macchine ciascuna. Ciò deriva da una regolamentazione del 1919, che imponeva di "posizionare una macchina ogni 400 piedi (120 metri) di pista". Le prime corse videro, comunque, un numero variabile di partecipanti, da un minimo di 21 ad un massimo di 42 partecipanti. Dal 1933 non ci sono mai stati meno di 33 concorrenti, con l'eccezione del 1947 quando, a causa di mancanza di fondi, lo schieramento fu formato da solo 30 concorrenti. Nel 1979 presero il via in 35, a causa di una disputa sui turbocompressori dei motori. Stessa cosa successe nel 1997: il regolamento permetteva agli iscritti al campionato IRL di partecipare di diritto alla corsa e altri due concorrenti furono riammessi nello schieramento, perché ottennero tempi migliori di chi era già ammesso, portando il totale dei partecipanti a 35.
La corsa dura 200 giri, pari a 500 miglia (circa 804 km), e assume validità al termine del centunesimo giro.

## Tradizioni
A causa della longevità della 500 Miglia di Indianapolis, molte tradizioni si sono sviluppate nel corso degli anni. Per molti appassionati, queste tradizioni rappresentano una parte fondamentale della corsa, e i cambiamenti hanno spesso incontrato reazioni negative.

### Pre-gara
- Il venerdì precedente alla gara si tiene il "Last row party", una festa che serve per onorare – e al tempo stesso prendere in giro – gli ultimi tre piloti dello schieramento; molti di questi hanno carriere poco fortunate, ma ben sei partecipanti al "Last row party" hanno potuto partecipare nuovamente alla 500 miglia e vincerla.
- Alle 6 della domenica mattina (in alcuni anni alle 5) un colpo di cannone annuncia l'apertura dello speedway.
- Per onorare la ricorrenza del Memorial Day, la banda della Purdue University suona "Taps", e aerei dell'aeronautica militare degli Stati Uniti passano sopra il circuito, facendo spesso la manovra del "Missing man" (che di solito viene usata nel ricordo di piloti persi in combattimento).
- Nel pre-partenza una larga parte è dedicata alla musica con una scaletta di brani, che include l'immancabile inno americano, immutata da anni. Dalla metà degli anni novanta la canzone "God Bless America" è cantata da Florence Anderson, amica della famiglia Hulman-George, proprietari dell'Indianapolis Motor Speedway. La sua performance è seguita da "The Star-Spangled Banner", inno nazionale degli Stati Uniti eseguita da un cantante famoso che viene scelto di anno in anno. L'ultima e sicuramente la più tradizionale performance è l'esecuzione di "Back Home Again in Indiana" cantata da Jim Nabors, accompagnato dalla Purdue Marching Band. Nabors ha cantato questa canzone per la maggior parte degli anni a partire dal 1972 fino al 2014. Durante la strofa "...the new mown hay...", secondo una tradizione che accompagna la corsa dall'inizio degli anni quaranta, migliaia di palloncini colorati vengono rilasciati da particolari strutture all'interno della pista.
- L'autorizzazione all'accensione dei motori viene data dalla famosa frase:

 La frase fu coniata da Wilbur Shaw, Presidente dello Speedway dal 1946 al 1954, e si crede che durante questo periodo questi la usò informalmente. Tony Hulman rese il comando famoso e solenne, recitandolo al microfono davanti a migliaia di spettatori, nel periodo in cui fu lui presidente del circuito, dal 1955 al 1977. Dal 1978 al 1980 e dal 1982 al 1996, la frase fu recitata dalla sua vedova, Mary Fendrich Hulman. Sua figlia, Mary Hulman George, recitò il comando nel 1981 e lo ha fatto dal 1997 al 2018. Dopo la scomparsa di Mary nel dicembre 2018 l'incarico venne preso da suo figlio Tony George (all'anagrafe Anton Hulman George), proprietario dello Speedway dal 1989 al 2019. Dal 2020 la frase viene recitata da Roger Penske, il nuovo proprietario dello speedway.
Nelle occasioni in cui la pioggia ha costretto gli organizzatori a rinviare o posticipare l'evento e la corsa era già incominciata (1967, 1973, 1986, 1997, 2004), viene recitata la frase «Restart your engines». Nel 1986, questo comando fu dato da Tony George; nel 2004, dallo speaker ufficiale del circuito, Tom Carnegie.
In realtà, in origine e per lunghi anni la frase fu Everybody is ready, so please start your engines, che dovette necessariamente includere anche ladies quando Janet Guthrie riuscì a qualificarsi per la sua prima Indy 500 nel 1977. Oggi la presenza femminile è assicurata da più partecipanti; in particolare era molto attesa ogni anno la performance di Danica Patrick prima che si trasferisse nella serie NASCAR a partire dal 2012.
- Alla guida della pace car che apre la corsa viene spesso chiamato un personaggio famoso. Un altro sventola la bandiera verde che dà inizio alla gara; l'ultimo è Patrick Dempsey, il quale ha dato lo start all'Indianapolis 500 del 2015.

### Dopo corsa

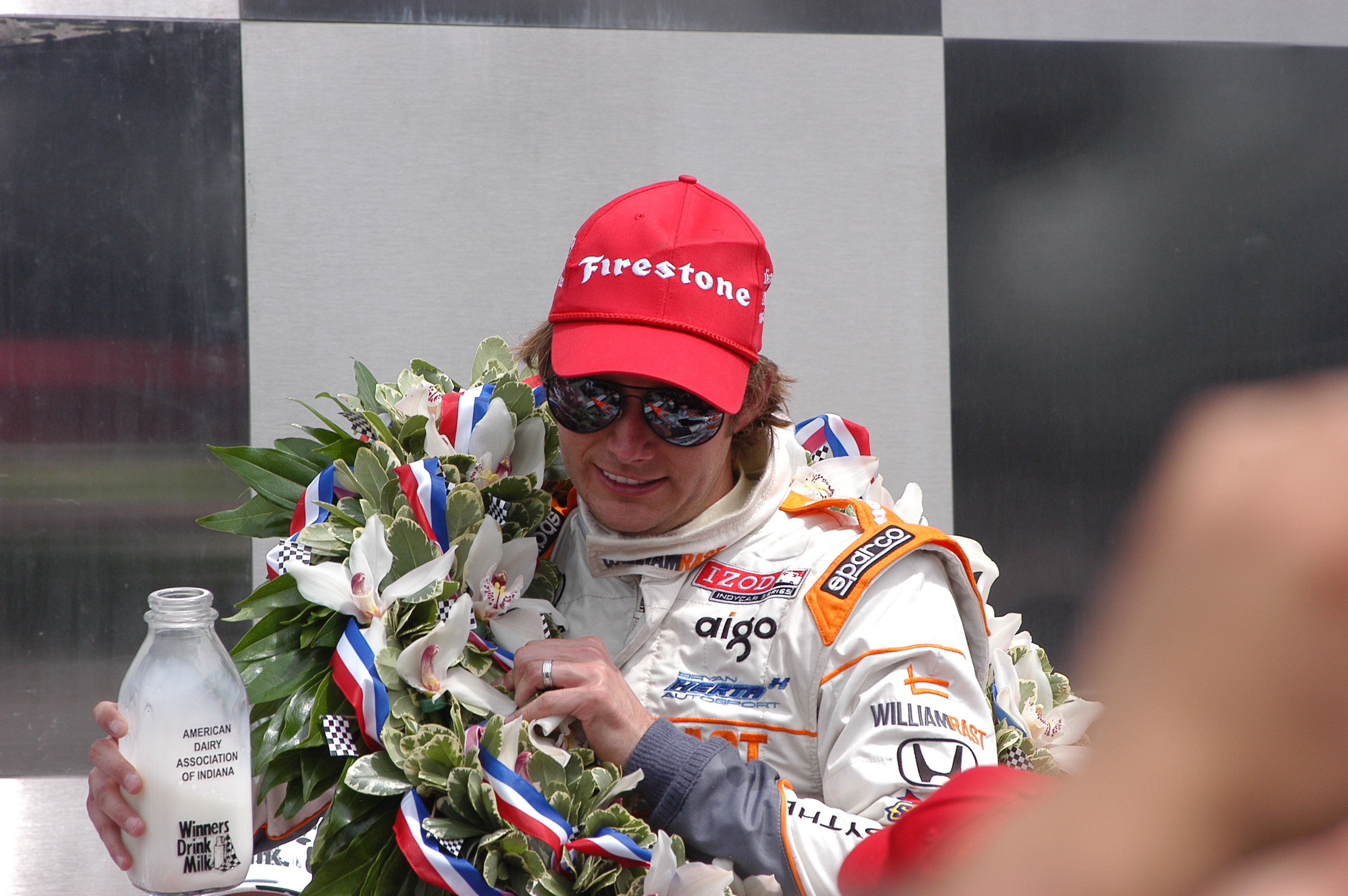
2011, il vincitore Dan Wheldon sta tenendo in mano una bottiglia di latte

- Dopo la fine della corsa il vincitore e la sua macchina vengono accolti nella Victory Lane, sorta di circolo dei vincitori dove solo lui e il suo team possono entrare e festeggiare la vittoria. Dopo essersi tolto il casco la prima cosa che viene passata al pilota è, dopo il berretto dello sponsor e la corona d'alloro, una bottiglia di latte. Questa pratica ebbe origine da un evento avvenuto nel 1936 quando il vincitore, Louis Meyer, fu fotografato mentre festeggiava la vittoria bevendo una bottiglia ghiacciata del tipico latte burroso americano. Da allora questo divenne un rituale, tanto che compagnie produttrici di latte divennero sponsor della corsa. Ogni anno, ad ogni pilota viene richiesto, prima della corsa, quale tipo di latte vuole trovare alla Victory Lane, tanto che vengono prodotte bottiglie in serie limitata con stampati i nomi dei 33 possibili vincitori e i loro sapori. L'Associazione Americana dei produttori caseari offre 10.000 dollari (a Montoya, vincitore delle edizioni 2000 e 2015, anche 20.000) al vincitore purché dia un sorso alla sua bottiglia di latte. Un caso a parte accadde nell'edizione del 1993 quando il vincitore, il pilota brasiliano Emerson Fittipaldi, bevve succo d'arancia prima del latte: essendo lui un grande produttore di agrumi sperava di promuovere i suoi prodotti.
- Un bassorilievo del volto del viso del vincitore, con nome, velocità media in mph e data del successo, è aggiunto ogni anno al Borg-Warner Trophy. Dal 1988 viene anche consegnata al vincitore una replica più piccola del trofeo.
- Il vincitore viene premiato con una delle pace car, o con una replica, tutti gli anni dal 1932. Nel 1941, furono prodotti solo sei esemplari della Chrysler Newport Phaeton e questa non fu mai messa in produzione: il vincitore quindi non la ricevette. Nel 1946 la macchina fu sostituita da una tela ad olio e un viaggio in Italia. Sfortunatamente il destinatario del premio, George Robson, morì in un incidente di corsa prima di poter usufruire del viaggio. Nel 1991, la Dodge Viper era ancora un prototipo di cui erano stati prodotti solo due esemplari: il vincitore Rick Mears fu premiato allora con una Dodge Stealth, che originariamente doveva essere la pace car ufficiale.
- La tradizione del bacio alla linea di mattonelle che rappresenta la linea di partenza/arrivo è nata dal gesto del pilota NASCAR Dale Jarret, vincitore della Brickyard 400 nel 1996. Gil de Ferran, vincitore dell'edizione 2003, replicò il gesto, venendo quindi seguito dai successivi vincitori della 500 miglia, specie le loro partner.

## Albo d'oro
| Anno                                                          | Nome pilota           | Paese                                           | Team                           | Telaio        | Motore                   | Serie     | Resoconto |
| ------------------------------------------------------------- | --------------------- | ----------------------------------------------- | ------------------------------ | ------------- | ------------------------ | --------- | --------- |
| 1911                                                          | Ray Harroun           | Stati Uniti (bandiera)                          | Nordyke & Marmon Company       | Marmon        | Marmon                   | AAA       | Resoconto |
| 1912                                                          | Joe Dawson            | Stati Uniti (bandiera)                          | National Motor Vehicle Company | National      | National                 | AAA       | Resoconto |
| 1913                                                          | Jules Goux            | Francia (bandiera)                              | Peugeot                        | Peugeot       | Peugeot                  | AAA       | Resoconto |
| 1914                                                          | René Thomas           | Francia (bandiera)                              | Louis Delâge Company           | Delage        | Delage                   | AAA       | Resoconto |
| 1915                                                          | Ralph De Palma        | Italia (bandiera)                               | E.C. Patterson                 | Mercedes      | Mercedes                 | AAA       | Resoconto |
| 1916                                                          | Dario Resta           | Regno Unito (bandiera)                          | Peugeot Auto Racing Company    | Peugeot       | Peugeot                  | AAA       | Resoconto |
| 1917-1918—Non disputata a causa della prima guerra mondiale   |                       |                                                 |                                |               |                          |           |           |
| 1919                                                          | Howdy Wilcox          | Stati Uniti (bandiera)                          | I.M.S. Corporation             | Peugeot       | Peugeot                  | AAA       | Resoconto |
| 1920                                                          | Gaston Chevrolet      | Stati Uniti (bandiera)                          | William Small Company          | Frontenac     | Frontenac                | AAA       | Resoconto |
| 1921                                                          | Tommy Milton          | Stati Uniti (bandiera)                          | Louis Chevrolet                | Frontenac     | Frontenac                | AAA       | Resoconto |
| 1922                                                          | Jimmy Murphy          | Stati Uniti (bandiera)                          | Jimmy Murphy                   | Duesenberg    | Miller                   | AAA       | Resoconto |
| 1923                                                          | Tommy Milton          | Stati Uniti (bandiera)                          | H.C.S. Motor Company           | Miller        | Miller                   | AAA       | Resoconto |
| 1924                                                          | Lora CorumJoe Boyer   | Stati Uniti (bandiera) · Stati Uniti (bandiera) | Duesenberg                     | Duesenberg    | Duesenberg               | AAA       | Resoconto |
| 1925                                                          | Peter DePaolo         | Stati Uniti (bandiera)                          | Duesenberg                     | Duesenberg    | Duesenberg               | AAA       | Resoconto |
| 1926                                                          | Frank Lockhart        | Stati Uniti (bandiera)                          | Peter Kreis                    | Miller        | Miller                   | AAA       | Resoconto |
| 1927                                                          | George Souders        | Stati Uniti (bandiera)                          | William S. White               | Duesenberg    | Duesenberg               | AAA       | Resoconto |
| 1928                                                          | Louis Meyer           | Stati Uniti (bandiera)                          | Alden Sampson, II              | Miller        | Miller                   | AAA       | Resoconto |
| 1929                                                          | Ray Keech             | Stati Uniti (bandiera)                          | M.A. Yagle                     | Miller        | Miller                   | AAA       | Resoconto |
| 1930                                                          | Billy Arnold          | Stati Uniti (bandiera)                          | Harry Hartz                    | Summers       | Miller                   | AAA       | Resoconto |
| 1931                                                          | Louis Schneider       | Stati Uniti (bandiera)                          | B.L. Schneider                 | Stevens       | Miller                   | AAA       | Resoconto |
| 1932                                                          | Fred Frame            | Stati Uniti (bandiera)                          | Harry Hartz                    | Wetteroth     | Miller                   | AAA       | Resoconto |
| 1933                                                          | Louis Meyer           | Stati Uniti (bandiera)                          | Louis Meyer                    | Miller        | Miller                   | AAA       | Resoconto |
| 1934                                                          | Bill Cummings         | Stati Uniti (bandiera)                          | H.C. Henning                   | Miller        | Miller                   | AAA       | Resoconto |
| 1935                                                          | Kelly Petillo         | Stati Uniti (bandiera)                          | Kelly Petillo                  | Wetteroth     | Offenhauser              | AAA       | Resoconto |
| 1936                                                          | Louis Meyer           | Stati Uniti (bandiera)                          | Louis Meyer                    | Stevens       | Miller                   | AAA       | Resoconto |
| 1937                                                          | Wilbur Shaw           | Stati Uniti (bandiera)                          | Wilbur Shaw                    | Shaw          | Offenhauser              | AAA       | Resoconto |
| 1938                                                          | Floyd Roberts         | Stati Uniti (bandiera)                          | Lou Moore                      | Wetteroth     | Miller                   | AAA       | Resoconto |
| 1939                                                          | Wilbur Shaw           | Stati Uniti (bandiera)                          | Boyle Racing Headquarters      | Maserati      | Maserati                 | AAA       | Resoconto |
| 1940                                                          | Wilbur Shaw           | Stati Uniti (bandiera)                          | Boyle Racing Headquarters      | Maserati      | Maserati                 | AAA       | Resoconto |
| 1941                                                          | Floyd DavisMauri Rose | Stati Uniti (bandiera) · Stati Uniti (bandiera) | Lou Moore                      | Wetteroth     | Offenhauser              | AAA       | Resoconto |
| 1942-1945—Non disputata a causa della seconda guerra mondiale |                       |                                                 |                                |               |                          |           |           |
| 1946                                                          | George Robson         | Stati Uniti (bandiera)                          | Thorne Engineering             | Adams         | Sparks                   | AAA       | Resoconto |
| 1947                                                          | Mauri Rose            | Stati Uniti (bandiera)                          | Lou Moore                      | Deidt         | Offenhauser              | AAA       | Resoconto |
| 1948                                                          | Mauri Rose            | Stati Uniti (bandiera)                          | Lou Moore                      | Deidt         | Offenhauser              | AAA       | Resoconto |
| 1949                                                          | Bill Holland          | Stati Uniti (bandiera)                          | Lou Moore                      | Deidt         | Offenhauser              | AAA       | Resoconto |
| 1950                                                          | Johnnie Parsons       | Stati Uniti (bandiera)                          | Kurtis Kraft                   | Kurtis Kraft  | Offenhauser              | AAA F1    | Resoconto |
| 1951                                                          | Lee Wallard           | Stati Uniti (bandiera)                          | Murrell Belanger               | Kurtis Kraft  | Offenhauser              | AAA F1    | Resoconto |
| 1952                                                          | Troy Ruttman          | Stati Uniti (bandiera)                          | J.C. Agajanian                 | Kuzma         | Offenhauser              | AAA F1    | Resoconto |
| 1953                                                          | Bill Vukovich         | Stati Uniti (bandiera)                          | Fuel Injection/Howard Keck     | Kurtis Kraft  | Offenhauser              | AAA F1    | Resoconto |
| 1954                                                          | Bill Vukovich         | Stati Uniti (bandiera)                          | Fuel Injection/Howard Keck     | Kurtis Kraft  | Offenhauser              | AAA F1    | Resoconto |
| 1955                                                          | Bob Sweikert          | Stati Uniti (bandiera)                          | John Zink                      | Kurtis Kraft  | Offenhauser              | AAA F1    | Resoconto |
| 1956                                                          | Pat Flaherty          | Stati Uniti (bandiera)                          | John Zink                      | Watson        | Offenhauser              | USAC F1   | Resoconto |
| 1957                                                          | Sam Hanks             | Stati Uniti (bandiera)                          | Belond Exhaust/George Salih    | Epperly       | Offenhauser              | USAC F1   | Resoconto |
| 1958                                                          | Jimmy Bryan           | Stati Uniti (bandiera)                          | Belong AP/George Salih         | Epperly       | Offenhauser              | USAC F1   | Resoconto |
| 1959                                                          | Rodger Ward           | Stati Uniti (bandiera)                          | Leader Cards                   | Watson        | Offenhauser              | USAC F1   | Resoconto |
| 1960                                                          | Jim Rathmann          | Stati Uniti (bandiera)                          | Ken-Paul                       | Watson        | Offenhauser              | USAC F1   | Resoconto |
| 1961                                                          | A.J. Foyt             | Stati Uniti (bandiera)                          | Bignotti-Bowes Racing          | Trevis        | Offenhauser              | USAC      | Resoconto |
| 1962                                                          | Rodger Ward           | Stati Uniti (bandiera)                          | Leader Cards                   | Watson        | Offenhauser              | USAC      | Resoconto |
| 1963                                                          | Parnelli Jones        | Stati Uniti (bandiera)                          | J.C. Agajanian                 | Watson        | Offenhauser              | USAC      | Resoconto |
| 1964                                                          | A.J. Foyt             | Stati Uniti (bandiera)                          | Ansted-Thompson Racing         | Watson        | Offenhauser              | USAC      | Resoconto |
| 1965                                                          | Jim Clark             | Regno Unito (bandiera)                          | Lotus                          | Lotus         | Ford                     | USAC      | Resoconto |
| 1966                                                          | Graham Hill           | Regno Unito (bandiera)                          | Mecom Racing Team              | Lola          | Ford                     | USAC      | Resoconto |
| 1967                                                          | A.J. Foyt             | Stati Uniti (bandiera)                          | Ansted-Thompson                | Coyote        | Ford                     | USAC      | Resoconto |
| 1968                                                          | Bobby Unser           | Stati Uniti (bandiera)                          | Leader Cards                   | Eagle         | Offenhauser              | USAC      | Resoconto |
| 1969                                                          | Mario Andretti        | Stati Uniti (bandiera)                          | STP Corporation                | Hawk          | Ford                     | USAC      | Resoconto |
| 1970                                                          | Al Unser              | Stati Uniti (bandiera)                          | Vel's Parnelli Jones Racing    | Colt          | Ford                     | USAC      | Resoconto |
| 1971                                                          | Al Unser              | Stati Uniti (bandiera)                          | Vel's Parnelli Jones Racing    | Colt          | Ford                     | USAC      | Resoconto |
| 1972                                                          | Mark Donohue          | Stati Uniti (bandiera)                          | Roger Penske Enterprises       | McLaren       | Offenhauser              | USAC      | Resoconto |
| 1973                                                          | Gordon Johncock       | Stati Uniti (bandiera)                          | Patrick Racing Team            | Eagle         | Offenhauser              | USAC      | Resoconto |
| 1974                                                          | Johnny Rutherford     | Stati Uniti (bandiera)                          | Bruce McLaren Motor Racing     | McLaren       | Offenhauser              | USAC      | Resoconto |
| 1975                                                          | Bobby Unser           | Stati Uniti (bandiera)                          | All American Racers            | Eagle         | Offenhauser              | USAC      | Resoconto |
| 1976                                                          | Johnny Rutherford     | Stati Uniti (bandiera)                          | Bruce McLaren Motor Racing     | McLaren       | Offenhauser              | USAC      | Resoconto |
| 1977                                                          | A.J. Foyt             | Stati Uniti (bandiera)                          | A.J. Foyt Enterprises          | Coyote        | Foyt                     | USAC      | Resoconto |
| 1978                                                          | Al Unser              | Stati Uniti (bandiera)                          | Chaparral Cars                 | Lola          | Cosworth                 | USAC      | Resoconto |
| 1979                                                          | Rick Mears            | Stati Uniti (bandiera)                          | Penske Racing                  | Penske        | Cosworth                 | CART USAC | Resoconto |
| 1980                                                          | Johnny Rutherford     | Stati Uniti (bandiera)                          | Chaparral Cars                 | Chaparral     | Cosworth                 | CART USAC | Resoconto |
| 1981                                                          | Bobby Unser           | Stati Uniti (bandiera)                          | Penske Racing                  | Penske        | Cosworth                 | CART USAC | Resoconto |
| 1982                                                          | Gordon Johncock       | Stati Uniti (bandiera)                          | Patrick Racing Team            | Wildcat       | Cosworth                 | CART USAC | Resoconto |
| 1983                                                          | Tom Sneva             | Stati Uniti (bandiera)                          | Bignotti-Cotter                | March         | Cosworth                 | CART USAC | Resoconto |
| 1984                                                          | Rick Mears            | Stati Uniti (bandiera)                          | Penske Cars                    | March         | Cosworth                 | CART USAC | Resoconto |
| 1985                                                          | Danny Sullivan        | Stati Uniti (bandiera)                          | Penske Cars                    | March         | Cosworth                 | CART USAC | Resoconto |
| 1986                                                          | Bobby Rahal           | Stati Uniti (bandiera)                          | Truesports                     | March         | Cosworth                 | CART USAC | Resoconto |
| 1987                                                          | Al Unser              | Stati Uniti (bandiera)                          | Penske Racing                  | March         | Cosworth                 | CART USAC | Resoconto |
| 1988                                                          | Rick Mears            | Stati Uniti (bandiera)                          | Penske Racing                  | Penske        | Chevrolet                | CART USAC | Resoconto |
| 1989                                                          | Emerson Fittipaldi    | Brasile (bandiera)                              | Patrick Racing                 | Penske        | Chevrolet                | CART USAC | Resoconto |
| 1990                                                          | Arie Luyendyk         | Paesi Bassi (bandiera)                          | Doug Shierson Racing           | Lola          | Chevrolet                | CART USAC | Resoconto |
| 1991                                                          | Rick Mears            | Stati Uniti (bandiera)                          | Penske Racing                  | Penske        | Chevrolet                | CART USAC | Resoconto |
| 1992                                                          | Al Unser, Jr.         | Stati Uniti (bandiera)                          | Galles-Kraco Racing            | Galmer        | Chevrolet                | CART USAC | Resoconto |
| 1993                                                          | Emerson Fittipaldi    | Brasile (bandiera)                              | Penske Racing                  | Penske        | Chevrolet                | CART USAC | Resoconto |
| 1994                                                          | Al Unser, Jr.         | Stati Uniti (bandiera)                          | Penske Racing                  | Penske        | Mercedes-Benz Ilmor 265E | CART USAC | Resoconto |
| 1995                                                          | Jacques Villeneuve    | Canada (bandiera)                               | Team Green                     | Reynard       | Cosworth                 | CART USAC | Resoconto |
| 1996                                                          | Buddy Lazier          | Stati Uniti (bandiera)                          | Hemelgarn Racing               | Reynard       | Cosworth                 | IRL USAC  | Resoconto |
| 1997                                                          | Arie Luyendyk         | Paesi Bassi (bandiera)                          | Treadway Racing                | G-Force       | Oldsmobile               | IRL USAC  | Resoconto |
| 1998                                                          | Eddie Cheever         | Stati Uniti (bandiera)                          | Team Cheever                   | Dallara       | Oldsmobile               | IRL       | Resoconto |
| 1999                                                          | Kenny Bräck           | Svezia (bandiera)                               | A.J. Foyt Enterprises          | Dallara       | Oldsmobile               | IRL       | Resoconto |
| 2000                                                          | Juan Pablo Montoya    | Colombia (bandiera)                             | Chip Ganassi Racing            | G-Force       | Oldsmobile               | IRL       | Resoconto |
| 2001                                                          | Hélio Castroneves     | Brasile (bandiera)                              | Team Penske                    | Dallara       | Oldsmobile               | IRL       | Resoconto |
| 2002                                                          | Hélio Castroneves     | Brasile (bandiera)                              | Team Penske                    | Dallara       | Chevrolet                | IRL       | Resoconto |
| 2003                                                          | Gil de Ferran         | Brasile (bandiera)                              | Team Penske                    | Panoz G-Force | Toyota                   | IndyCar   | Resoconto |
| 2004                                                          | Buddy Rice            | Stati Uniti (bandiera)                          | Rahal Letterman Racing         | Panoz G-Force | Honda                    | IndyCar   | Resoconto |
| 2005                                                          | Dan Wheldon           | Regno Unito (bandiera)                          | Andretti Green Racing          | Dallara       | Honda                    | IndyCar   | Resoconto |
| 2006                                                          | Sam Hornish jr.       | Stati Uniti (bandiera)                          | Team Penske                    | Dallara       | Honda                    | IndyCar   | Resoconto |
| 2007                                                          | Dario Franchitti      | Regno Unito (bandiera)                          | Andretti Green Racing          | Dallara       | Honda                    | IndyCar   | Resoconto |
| 2008                                                          | Scott Dixon           | Nuova Zelanda (bandiera)                        | Chip Ganassi Racing            | Dallara       | Honda                    | IndyCar   | Resoconto |
| 2009                                                          | Hélio Castroneves     | Brasile (bandiera)                              | Team Penske                    | Dallara       | Honda                    | IndyCar   | Resoconto |
| 2010                                                          | Dario Franchitti      | Regno Unito (bandiera)                          | Chip Ganassi Racing            | Dallara       | Honda                    | IndyCar   | Resoconto |
| 2011                                                          | Dan Wheldon           | Regno Unito (bandiera)                          | Bryan Herta Autosport          | Dallara       | Honda                    | IndyCar   | Resoconto |
| 2012                                                          | Dario Franchitti      | Regno Unito (bandiera)                          | Chip Ganassi Racing            | Dallara       | Honda                    | IndyCar   | Resoconto |
| 2013                                                          | Tony Kanaan           | Brasile (bandiera)                              | KV Racing Technology           | Dallara       | Chevrolet                | IndyCar   | Resoconto |
| 2014                                                          | Ryan Hunter-Reay      | Stati Uniti (bandiera)                          | Andretti Autosport             | Dallara       | Honda                    | IndyCar   | Resoconto |
| 2015                                                          | Juan Pablo Montoya    | Colombia (bandiera)                             | Team Penske                    | Dallara       | Chevrolet                | IndyCar   | Resoconto |
| 2016                                                          | Alexander Rossi       | Stati Uniti (bandiera)                          | Andretti Herta Autosport       | Dallara       | Honda                    | IndyCar   | Resoconto |
| 2017                                                          | Takuma Sato           | Giappone (bandiera)                             | Andretti Autosport             | Dallara       | Honda                    | IndyCar   | Resoconto |
| 2018                                                          | Will Power            | Australia (bandiera)                            | Team Penske                    | Dallara       | Chevrolet                | IndyCar   | Resoconto |
| 2019                                                          | Simon Pagenaud        | Francia (bandiera)                              | Team Penske                    | Dallara       | Chevrolet                | IndyCar   | Resoconto |
| 2020                                                          | Takuma Sato           | Giappone (bandiera)                             | Rahal Letterman Lanigan Racing | Dallara       | Honda                    | IndyCar   | Resoconto |
| 2021                                                          | Hélio Castroneves     | Brasile (bandiera)                              | Meyer Shank Racing             | Dallara       | Honda                    | IndyCar   | Resoconto |
| 2022                                                          | Marcus Ericsson       | Svezia (bandiera)                               | Chip Ganassi Racing            | Dallara       | Honda                    | IndyCar   | Resoconto |
| 2023                                                          | Josef Newgarden       | Stati Uniti (bandiera)                          | Team Penske                    | Dallara       | Chevrolet                | IndyCar   | Resoconto |
| 2024                                                          | Josef Newgarden       | Stati Uniti (bandiera)                          | Team Penske                    | Dallara       | Chevrolet                | IndyCar   | Resoconto |
| 2025                                                          | Álex Palou            | Spagna (bandiera)                               | Chip Ganassi Racing            | Dallara       | Honda                    | Indycar   | Resoconto |

### Plurivincitori
| Vittorie | Pilota             | Anni                   |
| -------- | ------------------ | ---------------------- |
| 4        | A.J. Foyt          | 1961, 1964, 1967, 1977 |
| 4        | Al Unser           | 1970, 1971, 1978, 1987 |
| 4        | Rick Mears         | 1979, 1984, 1988, 1991 |
| 4        | Hélio Castroneves  | 2001, 2002, 2009, 2021 |
| 3        | Louis Meyer        | 1928, 1933, 1936       |
| 3        | Wilbur Shaw        | 1937, 1939, 1940       |
| 3        | Mauri Rose         | 1941, 1947, 1948       |
| 3        | Johnny Rutherford  | 1974, 1976, 1980       |
| 3        | Bobby Unser        | 1968, 1975, 1981       |
| 3        | Dario Franchitti   | 2007, 2010, 2012       |
| 2        | Tommy Milton       | 1921, 1923             |
| 2        | Bill Vukovich      | 1953, 1954             |
| 2        | Rodger Ward        | 1959, 1962             |
| 2        | Gordon Johncock    | 1973, 1982             |
| 2        | Emerson Fittipaldi | 1989, 1993             |
| 2        | Al Unser Jr.       | 1992, 1994             |
| 2        | Arie Luyendyk      | 1990, 1997             |
| 2        | Dan Wheldon        | 2005, 2011             |
| 2        | Juan Pablo Montoya | 2000, 2015             |
| 2        | Takuma Sato        | 2017, 2020             |
| 2        | Josef Newgarden    | 2023, 2024             |